# Odechów (Mazovie)
Pour les articles homonymes, voir Odechów.
Odechów (prononciation : [ɔˈdɛxuf]) est un village polonais de la gmina de Skaryszew dans le powiat de Radom de la voïvodie de Mazovie dans le centre-est de la Pologne.
Il se situe à environ 8 kilomètres à l'est de Skaryszew (siège de la gmina), 17 kilomètres au sud-est de Radom (siège de le powiat) et à 105 kilomètres au sud de Varsovie (capitale de la Pologne).
Le village compte approximativement une population de 490 habitants.

## Histoire
Odechów était officiellement une ville de 1573 jusqu'à la fin du XVIIe siècle.
De 1975 à 1998, le village appartenait administrativement à la voïvodie de Radom.